# Jere Vucica
Jere Vucica (Split, 24 oktober 1992) is een Kroatisch basketballer.

## Carrière
Vucica speelde collegebasketbal voor de Santa Fe College Saints in het seizoen 2011/12. Hij speelde hierna drie seizoenen voor de North Alabama Lions. Hij speelde een laatste seizoen voor de Miami RedHawks. Hij tekende in 2016 bij de Tsjechische eersteklasser Tuři Svitavy. Na een seizoen ging hij spelen voor de Duitse derdeklasser Basketball Elchingen, waar hij twee seizoenen speelde. Hij speelde het seizoen 2019/20 bij de IJslandse eersteklasser Fjölnir.
Voor het seizoen 2020/21 tekende hij in de Bulgaarse competitie bij BK Akademik Plovdiv. Hij speelde een seizoen voor de Brusselse eersteklasser Phoenix Brussels in het seizoen 2021/22. In 2022 ging hij spelen voor de Spaanse derdeklasser UDEA Baloncesto.